# Liste des cours d'eau d'Écosse
La liste des cours d'eau d'Écosse recense les principaux fleuves d'Écosse, classés de manière géographique dans le sens inverse des aiguilles d'une montre à partir de Berwick-upon-Tweed. Les affluents sont eux classés dans le sens de leur courant.
Pour des raisons de simplicité, ils sont répartis selon la nation dans laquelle se trouve leur estuaire, et dans laquelle ils se jettent dans la mer.
Un grand nombre de fleuves écossais ont le mot Water (« eau » en anglais) compris dans leur nom. Les rivières sont elles traditionnellement appelées burns.

## Cours d’eau se jetant dans lamer du Nord
De Berwick-upon-Tweed jusqu'à Duncansby Head (Côte est)
- Tweed
  - Whiteadder Water, Écosse
    - Blackadder Water, Écosse

  - River Till
    - River Glen, Angleterre

  - Eden Water, Écosse
  - Teviot, Écosse
    - Jed Water, Écosse

  - Leader Water, Écosse
  - Gala Water, Écosse
  - Ettrick Water, Écosse
  - Leithen Water, Écosse
  - Quair Water, Écosse
  - Eddleston Water, Écosse
  - Manor Water, Écosse
  - Holms Water, Écosse
- River Tyne
- Firth of Forth (Estuaire)
  - River Esk, Lothian
    - River South Esk
    - River North Esk

  - Water of Leith
  - River Carron
  - Forth
    - Allan Water
    - River Teith
    - River Devon
- River Eden, Fife
- Tay
  - River Earn
  - River Almond
  - River Isla
  - River Braan
  - River Tummel
  - River Lyon
- Carron Water
- Dee
- River Don
- River Ythan
- River Ugie
  - North Ugie Water
- Moray Firth
  - Deveron
    - River Bogie
    - River Isla, Moray

  - Spey
    - River Fiddich
    - River Avon
      - River Livet

    - River Calder

  - River Lossie
  - River Findhorn
  - River Nairn
  - Ness
  - River Beauly
    - River Farrar
    - River Glass

  - River Conon
    - River Orrin
    - Black Water

  - River Averon
  - River Carron
  - River Oykel
  - River Cassley
  - River Shin
  - River Brora
- River Helmsdale (River Ullie)
- Wick River

## Cours d’eau desHébrides intérieureset deSkye
Isle of Skye
- Allt coir' a' Mhadaidh, où se situent les Fairy Pools
- River Sligachan
- Allt Dearg Mór
- Varragill River
- Kilmartin River
- River Conon
- River Hinnisdal
- River Haultin
- River Snizort
  - Lòn an Eireannaich
  - Abhainn an Acha-leathain
    - Tungadal River
- Bay River
- Hamara River
- River Ose
- River Drynoch
- Viskigill Burn
- Eynort River
- River Brittle
- Coir' uisg
- Abhainn Camas Fhionnairigh

Mull
- Lussa River
- River Forsa
- Aros River
- Coladoir River

Islay
- River Laggan

## Cours d’eau se jetant dans l’océan Atlantique
De Dunnet Head jusqu'au Mull of Kintyre
- River Thurso
  - Little River, Highland
- Forss Water
- Halladale River
- River Strathy
- River Naver
- River Borgie
- Kinloch River
- River Hope
- River Dionard
- Rhiconich River
- River Laxford
- River Inver
- River Canaird
- River Broom
- Dundonnel River
- Gruinard River
- Inverianvie River
- Little Gruinard River
- River Ewe
- River Kerry
- Craig River
- River Torridon
- River Carron
- River Ling
- River Elchaig
- River Croe
- River Shiel
- Glenmore River
- River Arnisdale
- River Carnach
- River Moidart
- River Shiel
- Strontian River
- Carnoch River
- River Aline
- River Scaddle
- River Lochy
- River Nevis
- River Kiachnish
- River Leven
- River Coe
- River Etive
- River Kinglass
- River Awe
  - River Orchy (via Loch Awe)
  - River Avich (via Loch Awe)
- River Add

## Cours d’eau duFirth of Clyde
Du Mull of Kintyre jusqu'au Mull of Galloway
- River Fyne
- River Ruel
- River Lachaig
- Clyde
  - River Leven
  - Kelvin
    - Allander Water
    - Glazert Water
    - Luggie Water

  - Black Cart Water
    - River Gryffe

  - White Cart Water
  - North Calder Water
  - South Calder Water
  - Avon Water
  - River Nethan
  - Mouse Water
  - Douglas Water
  - Medwin Water
  - Duneaton Water
  - Daer Water
  - Potrail Water
- Noddsdale Water
- Gogo Water
- River Garnock
- Annick Water
- River Irvine
- Ayr
- Doon
- Water of Girvan
- River Stinchar

Arran et les îles Cumbrae
- Glen Rosa Water
- Benlister Burn
- Glenashdale Burn
- Kilmory Water
- Stiddery Water
- Clauchan Water
- Machrie Water
- Iorsa Water

## Cours d’eau duSolway Firth
(Du Mull of Galloway jusqu'à Gretna, mer d'Irlande)
- Water of Luce
- Bladnoch
  - Tarf Water
  - Black Burn
- River Cree
- Water of Fleet
  - Little Water of Fleet
  - Big Water of Fleet
- River Dee, Galloway
  - Water of Ken
- Urr Water
  - Kirkgunzeon Lane
  - New Abbey Pow
- River Nith
  - Cairn Water
  - Scar Water
  - Euchan Water
- Lochar Water
- River Annan
  - Water of Milk
  - Dryfe Water
  - Water of Ae
    - Kinnel Water
- Kirtle Water
- River Sark - straddles the border in its lower reaches
- River Solway
- Esk
  - River Lyne
  - Liddel Water

## Par longueur
Les dix principaux fleuves d’Écosse, par ordre de longueur, sont :
1. Tay 193 km (120 miles)
2. Spey 172 km (107 miles)
3. Clyde 171 km (106 miles)
4. Tweed 156 km (97 miles)
5. Dee 137 km (85 miles)
6. Don 132 km (82 miles)
7. Forth 105 km (65 miles)
8. River Findhorn 101 km (63 miles)
9. Deveron 98 km (61 miles)
10. River Annan 79 km (49 miles)